# Hans Dieter

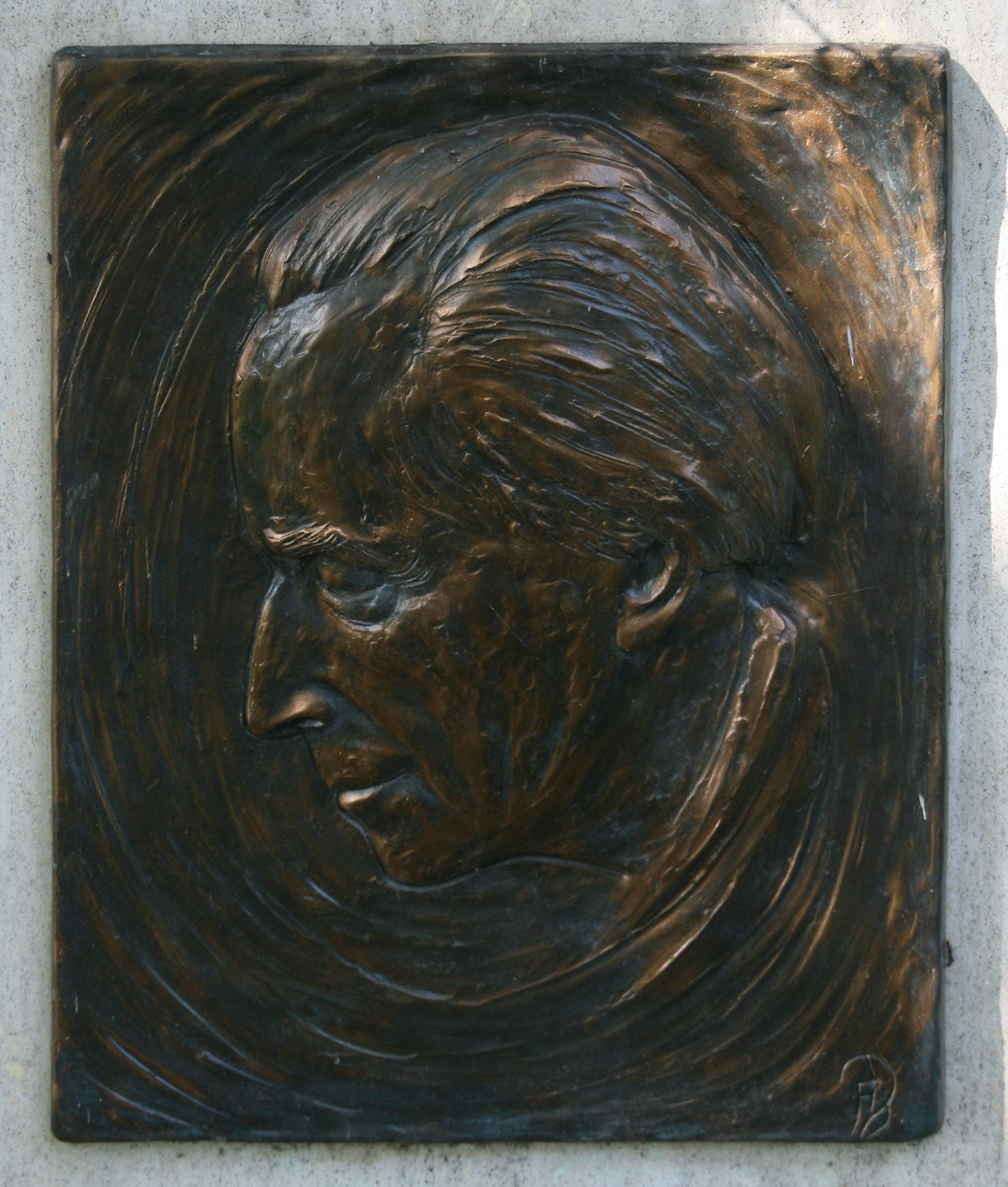
Messingabbild am Grab von Hans Dieter

Hans Dieter (* 14. Januar 1881 in Mannheim; † 30. Dezember 1968 in Tuttlingen) war ein deutscher Landschaftsmaler des Impressionismus, Zeichenlehrer und Dichter.

## Leben
Als Sohn eines Militärmusikers und Trompeters wurde Hans Dieter am 14. Januar 1881 als eines von fünf Geschwistern in Mannheim geboren. Im selben Jahr noch zog er mit seinen Eltern nach Radolfzell und 1882 dann nach Konstanz, wo er seine Jugend- und Schuljahre verbrachte. Schon früh zeigten sich seine künstlerische Veranlagung und Talent im Zeichnen, er und seine Geschwister wurden alle hauptsächlich musikalisch erzogen.
Ab 1895 in Gengenbach und ab 1897 in Karlsruhe besuchte er zwar Lehrer-Seminare, blieb jedoch ohne akademische Ausbildung und war auch als Zeichenlehrer überwiegend Autodidakt. So begann er im Jahre 1900 mit der Zeichenlehrtätigkeit in den Schulen Mönchweiler, Durmersheim, Schwanenbach und Sankt Georgen. In dieser Zeit begegnete er auch seiner Lebensgefährtin Lydia Schneider (gest. 1956), die er in Mönchweiler heiratete. Mit ihr bekam er 1919 einen Sohn, der sich der Architektur widmete. Vor dem Ersten Weltkrieg ergab sich für ihn die Gelegenheit, die Großherzoglich Badische Kunstschule Karlsruhe zu besuchen, jedoch lehnte er dieses Angebot mit der Begründung ab, dass fremde Lehre ihn nur beirren würde. Als Autodidakt legte er dennoch im Frühjahr 1915 das Examen als Zeichenlehrer für Höhere Schulen ab.
Im Krieg wurde er von 1914 bis 1918 als Soldat an der Front eingesetzt. Als Maler und Zeichner erhielt er von einem Divisionskommandeur einmal auch den Auftrag, für Großherzog Friedrich II. von Baden (1857–1928) ein Gemälde der Champagne zu zeichnen. Wegen einer Verwundung erlebte er das Ende des Krieges bei der Genesendenkompanie in Villingen.
Aus dem Krieg zurückgekehrt hat Dieter einen Lehrauftrag der Kunstgewerbeschule Pforzheim ausgeschlagen. Der mit ihm befreundete Hans Thoma (1839–1924) riet ihm, stattdessen als freischaffender Künstler tätig zu werden. So ließ Dieter sich nach einer kurzen Zeit in Littenweiler im Jahre 1919 in Meersburg am Bodensee nieder. Im Alten Schloss zu Meersburg wurden seine Werke in einer Dauerausstellung gezeigt. In Meersburg baute ihm sein Sohn als ehemaliger Schüler Prof. Dr.-Ing. Paul Schmitthenners (1884–1972) ein Atelierhaus.
Zum 1. November 1930 trat Dieter der NSDAP bei (Mitgliedsnummer 358.364). Bei seiner Entnazifizierung gab Dieter an, erst 1932 in die NSDAP eingetreten zu sein, im Jahr 1933 vorübergehend aus, um dann 1934 oder 1935 wieder einzutreten, was offenkundig unzutreffend ist. Der Untersuchungsausschuss des Landkreises Überlingen ordnete ihn wegen des frühen Parteieintritts und weil er als „der Maler des Nationalsozialismus“ galt, zunächst in die Gruppe II („Belastete“) ein. Gegen Dieter, der sich in seinem Selbstentlastungsversuch als „vollkommen unpolitisch“ bezeichnete, wurde 1946 eine hohe Geldstrafe in Form von Vermögensabgaben und eine Pensionsstreichung verhängt. Am Ende des Revisionsverfahrens wurde Dieter 1948 von der Spruchkammer in Freiburg schließlich als „Mitläufer“ (Gruppe IV) ohne weitere Sühnemanahmen entnazifiziert; allerdings wurde ihm das passive Wahlrecht abgesprochen.
Dieter arbeitete in Meersburg fast ausschließlich in einem Atelier im Alten Schloss. Bis Ende der 1930er Jahre hielt er sich über den Winter jedoch noch immer an seinem eigentlichen Wohnort, in Freiburg im Breisgau, auf. Weitere Ateliers hielt er in Karlsruhe, München, Berlin und Paris, die er auf seinen Reisen nutzen konnte. Die Wintermonate nutzte er auch, um Kunst in vielen verschiedenen Museen, Kunsthallen und Kunstschulen zu studieren und seinen eigenen Stil und eigene Kunsttechniken zu entwickeln. Dieter war auch Musiker und spielte Geige.

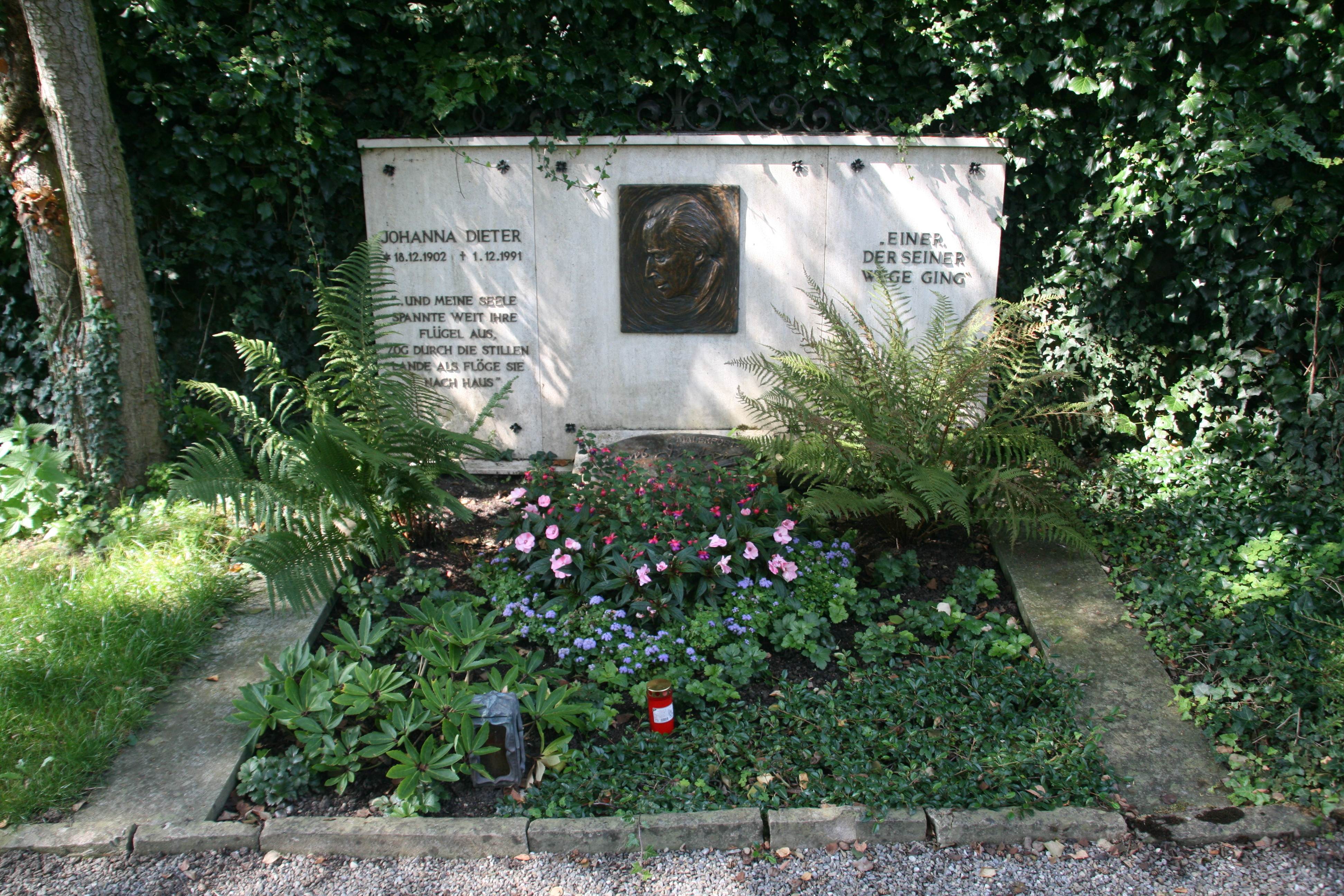
Grab von Hans Dieter und Johanna Dieter, geb. Maier

Im Jahr 1950 begründete er den Bodensee-Club mit und 1954 trat er in die Gemeinschaft deutscher Künstler ein. Im Alter erlitt er eine schleichende Augenerkrankung, die ihm am Ende noch zu einer Operation zwang. Im Jahr 1956 wurde er zum Ehrenbürger von Meersburg ernannt. Nachdem 1956 seine Gattin verstorben war, heiratete er 1959 die Klavierpädagogin und Pianistin Johanna Maier aus Tuttlingen, die ihn nach der Operation und fast vollständiger Erblindung im Jahr 1962 pflegte und versorgte. Sein letztes Gemälde Warmes Licht konnte er noch fertigstellen. Nachdem das Malen jetzt nicht mehr möglich war, widmete er sich verstärkt der Dichtung.
Am 30. Dezember 1968 verstarb Hans Dieter kurz vor seinem 88. Geburtstag in Tuttlingen. Er wurde auf dem Friedhof Meersburg beigesetzt. Auf dem Grabstein steht, nach dem Titel eines seiner bekannteren Bildern, die Inschrift: „Einer, der seiner Wege ging“.

## Wirken
Die engere und weitere Landschaft des Bodensees spielten in Dieters künstlerischem Schaffen eine besondere Rolle, so entstanden eine Vielzahl von Landschaftsbildern vom Bodensee und seiner Umgebung, inspiriert von der Aussicht seines Sitzes auf dem Schloss Meersburg. Dementsprechend nannte man ihn im Allgemeinen auch den „Bodensee-Maler“. Dieter galt als sehr vielseitiger Maler; er schuf figürliche Bilder, die mit dem Bodensee und seiner angrenzenden Landschaft in Verbindung stehen, rein figürliche, humorvolle Kompositionen, aber auch zahlreiche andere Landschaftsgemälde – Baarjura, Schwarzwald, Rheinebene – und Stadtansichten von Meersburg.
Ausstellungen seiner Gemälde in Konstanz, Freiburg, Baden-Baden und Karlsruhe machten ihn so bekannt, dass er in vielen Kunstzeitschriften seiner Zeit Erwähnung fand. Im Zweiten Weltkrieg versandte er Reproduktionen seiner Bilder auch an Soldaten an der Front. Dieter genoss die Wertschätzung der nationalsozialistischen Reichskammer der bildenden Künste und zahlreicher öffentlicher Körperschaften und Kunstdruckverlagsanstalten, die seine Gemälde in einer Vielzahl druckten und Dieters Deutschland- und Heimatbild auch im Ausland verbreiteten.
Dieter selbst rechnete sich ironisch zu den Expressionisten, sein Stil zeigte jedoch eher Züge des Impressionismus. Durch viele Darstellungsversuche erarbeitete er sich die Technik des Untermalungsverfahrens.
Nach einer Augenoperation und fast gänzlicher Erblindung war es ihm kaum noch möglich zu malen. Es entstanden dagegen eine Vielzahl von Gedichten, die er in seinen zwei Büchern mit Fotos seiner Gemälde und Versen zusammenstellte und veröffentlichte. So erschienen im Jahr 1949 Hans Dieter, der Malerpoet am Bodensee, Bilder, Verse und Gedanken und 1962 Einer, der seiner Wege geht. Sinn und fröhlicher Widersinn in Versen und Bildern.

### Ein Gedicht als Beispiel

#### Testament eines armen Dichters
Geschätzt habt ihr mich als armen Teufel.

So, wie ihr geglaubt, stimmt’s ohne Zweifel,

so erbt ihr von mir nicht eine Bohn';

doch laß ich euch eine seltene Kron

aus Blüten und Gras und Dorngewind.

Ich trug sie heimlich als dummes Kind.

Ich laß euch das Silber vom Wolkenrand

und gebe Euch goldenes Laub in die Hand.

Ich war im Leben wahrhaft kein Prahler

und laß euch Millionen Sternentaler

auf sicherster Bank am Nachtfirmament.

Nun lacht ihr: „Beigott, welch Testament!“

## Zitate
„Wer sein Bild kann fertig denken, der mag sich viel Ölfarb und Pinselstrich schenken.“

„Nicht alle Weltanschauungsträchtigkeit, auch nicht alle philosophischen Weisheiten und wissenschaftlichen Erkenntnisse machen Künstler aus, nur wer Maß und Schwung für Gesamt- und Einzelheit findet, schießt den Vogel ab.“

„Es gilt mit naturnahen Mitteln und handwerklicher Gründlichkeit beseelte Bilder zu malen. Zur Seele geht nur ein rhythmisch klar aufgebautes Bild, dessen Bausteine in dauerndem Studium vor der Natur zu holen sind, während der Aufbau in schwerem Ringen in der stillen Werkstatt erfolgt. Unter Bildrhythmus soll nicht nur der ornamentale Zusammenhang von Formen und Farben verstanden werden, sondern auch die zu einer Ordnung zusammengefügten inneren und äußeren Werte der Dinge im Bilde. Sie schafft den inneren Rhythmus des Bildes, den der Künstler als „Poesie im Dinglichen“ bezeichnet, ohne etwa der sogenannten absoluten Malerei oder Poeterei im Bilde das Wort reden zu wollen.“

## Ehrungen
Hans Dieter wurde an seinem 75. Geburtstag am 14. Januar 1956 das Bundesverdienstkreuz am Bande und das Ehrenbürgerrecht der Stadt Meersburg im Festsaal des Neuen Schlosses Meersburg verliehen. Außerdem wurde er Ehrenmitglied der Hans-Thoma-Gesellschaft und des Landesvereins Badische Heimat.

## Werke

### Gemälde (Auswahl)
| - Einer, der seiner Wege geht. 1920. - Verschneites Dorf. 1920. - „Wilder Mann“-Wirtsgarten 1925. 1925. - Selbstbildnis. vor 1926. - Meersburg, Unterstadt. 1928. - Morgen im Tal. 1928. - Geranien. 1930. - Orangengärten. 1930. - Geliebte Landschaft. 1933. - Regenbogen überm Untersee. 1933. - Blick vom Linzgaurücken. 1940. - Am Hohentwiel. 1940. - Rebhang im Winter. 1940. - Scheune im Heuet. 1940. - Netze am See. 1941. - Arzt am See. 1943. - Bergdistel. 1943. - Die Meersburger Unterstadt im Winter. 1943. - Der Hegau. 1949. - Dorfgasse. 1950. - Der Hegau bei Welschingen. 1950. - Heuernte am Schweizer Ufer. 1950. - Juralandschaft. 1950. - Ich male im Hegau. 1950. - Markdorf. 1950. - Selbstbildnis 1950. 1950. - Überlinger See. 1950. - Blick zum Untersee. 1952. - Morgen bei der Höri. 1952. - Stürmischer Tag. 1952. - Am Überlinger See. 1953. - Der ferne See. 1954. - Rösle. 1959. - Schlittschuhläufer. 1964. - Ostermorgen. 1965. - Abend am See. - Adagio. - Allensbach. - Alt-Meersburgerin. - Angler. - Der Apfelbaum. - Die Aussicht auf den Obersee bei Föhn. | - Bäume am See. - Bei Birnau. - Blick vom Hegau zum Untersee. - Blick vom Känzele. - Blick von den Alpen auf den See. - Blick von der Engener Steig. - Bodensee. - Bregenzer Bucht. - Bucht bei der Mainau. - Donautal bei Werenwang. - Eisfahrt am Untersee. - Eisfest auf dem Untersee. - Ernte auf dem Pfänder. - Erwachen. - Fenster in der Morgensonne. - Frauenschuh. - Gefilde der Seligen. - Der Geiger. - Gespräch auf dem Acker. - Gewittriges Wetter am Untersee. - Der Glückliche. - Hadomuth und Audifax auf dem Hohentwiel. - Harmonikaspieler. - Im Hegau. - Hegau bei Welschingen. - Der Hegau vom Schienerberg. - Bei Hemmenhofen am Untersee. - Heuernte am Schweizer Ufer. - Auf der Hochebene. - Hohe Madonna. - Holderbusch im Hegau. - Horcher. - Die Hunnen am Hohentwiel. - Jagdhund in der Frühe. - Kind. - Der „Krähen“. - Lampionsfest. - Madonna am See. - Mai im Buchenraum. - Maler. - Maler am See. - Meersburg. | - Meersburg im Frühling. - Meersburg im Winter. - Meersburger Hafen. - Meersburger Tracht. (Stadtmuseum Meersburg) - Morgen auf der Hochfläche. - Müdes Pferd. - Neujahrsnacht in Überlingen. - Pfründnerinnen am Sonntag. - Prozession am Seeufer. - Die Quelle. - Rebhang bei Meersburg. - Reife Wiese. - Ritter und Vogel. - Auf der Ruine Bodmann. - Schloß Bronnen. - Schloß Meersburg. - Das Schwäbische Meer. - Vom Schweizer Ufer. - Am See. - Seenachtfest. - Seifenblasen. - Seiltänzer. - Selbstbildnis auf dem Eis. - Sommer am See. - Der Spargroschen. - An der Steig in Meersburg. - Stille Ufer. - Taufe Cappans. - Traubenernte. - Trio. - Vor der Überfahrt nach St. Gallen. - Überlingen. - Ufer bei Wasserburg i. B. - Ungleiche Freunde. - Der Untersee vom Schienerberg. - Der Untersee von Friedingen aus. - Vorfrühling. - Warmes Licht. (sein letztes Bild) - Weidenbäume im Ried. - Weihnacht. - Wellenspiel. - Zugefrorene Bucht. - Zwischen Reichenau und Hegau. |

### Gedichte (Auswahl)
| - Adventszeit. - Die alte Kommode. - Alter Markstein. - Der arme Regenwurm. - Ärgerlicher Zwiespalt. - Ballade. - Der Baum und sein Schatten. - Berberitzenstrauch. - Das Bild. - Blaugrün die Welt. - Der Blumenfreund. - An den Bodensee. - Bodenseereime. - Brüderliche Kreatur. - Der Busch. - Drei Wellen. - Was einer hinterläßt. - Entenfederfabel. - Erde. - Erinnerung. - Die Feldmaus klagt dem Mond. - Ferner Teich. - Der Föhn. - Frühling. - Frühlingsabend. - Frühling trotzdem. - Die fühlsame Glocke. - Gegensätze. - Das Gesicht des Bodensees. - Glücksbegriff. - Auf das Grab eines Clowns. - Hasenphilosophie. | - Herbst. - Herbstsonett. - Der Heuhupf. - Interview. - Kirmes beim Lindenwirt. - Der Kranke und die Amsel. - Das letzte Pferd. - Maler und Mond. - Die Mär vom Burggeist Poppele. - Die Mausefallen. - Der Mist und der Bauer Anton Zahn. - Der Mond. - Morgensterniade. - Der Müde und die Scholle. - Otternweisheit. - Pappel und Weide am Bodensee. - Paulchen Pönne. - Phylax Sophokles. - Poetenfreude. - „Poppele“ gibt’s schwarz auf weiß. - „Poppele“ im Hegau. - Das Porträt. - Der Punkt. - Ritter Eisenschrott. - Die Schmeißfliege. - Der Schmetterling. - Schneckenreiten. - Schnecke und Wolkenkratzer. - Das Schweigen. - Seifenblasen. - Der seltne Deckel. - Der Skeptiker und die Jahreszeiten. | - Sommer. - Sonderbar. - Sonett. - Sozialismus im Vogelreich. - Spätherbst. - Spätsommer. (Sonett) - Spätsommerglockenschlag. - Sprach einst ein Dichterlein. - Spruch. - An die Sterne. - Subjektive Weltanschauung. - Sylvester. - Tagebuch des Klausners. - Testament eines armen Dichters. - Der Tisch. - Der Trinker als Dichter. - Der Tropfen. - Von der Türe. - Unwahrscheinliche Lausgeschichte. - Zum Veilchenlied Mozart – Goethe. - Vogel-Strauß-Geschichte. - Der Wanderer. - Der Wasserhahn. - Der Weih. - Weltkritiker und Frosch. - Das Wiesenfeld. - Das Windchen. - Wolkenschatten. - Zahngeschichte. - Zeit. - Zicken. |